# Campeonato Europeo de Judo de 2023
El LXXI Campeonato Europeo de Judo se celebró en Montpellier (Francia) entre el 3 y el 5 de noviembre de 2023 bajo la organización de la Unión Europea de Judo (EJU) y la Federación Francesa de Judo.
Las competiciones se realizaron en la Sud de France Arena de la ciudad francesa.

## Medallistas

### Masculino
| Evento          | Oro                            | Plata                        | Bronce                                                         |
| --------------- | ------------------------------ | ---------------------------- | -------------------------------------------------------------- |
| –60 kg (03.11)  | Luka Mkheidze Francia          | Dilshot Jalmatov · Ucrania   | Francisco Garrigós · España · Romain Valadier-Picard · Francia |
| –66 kg (03.11)  | Denis Vieru Moldavia           | David García Torné · España  | Walide Khyar · Francia · Bohdan Yadov · Ucrania                |
| –73 kg (04.11)  | Hidayət Heydərov Azerbaiyán    | Salvador Cases Roca · España | Akil Gjakova Kosovo Petru Pelivan Moldavia                     |
| –81 kg (04.11)  | Vedat Albayrak Turquía         | Tato Grigalashvili Georgia   | Alpha Oumar Djalo · Francia · Dominic Ressel · Alemania        |
| –90 kg (05.11)  | Nemanja Majdov Serbia          | Lasha Bekauri Georgia        | Krisztián Tóth · Hungría · Mihael Žgank · Turquía              |
| –100 kg (05.11) | Zelim Kotsoyev Azerbaiyán      | Ilia Sulamanidze Georgia     | Matvei Kanikovski · AIN · Nikoloz Sherazadishvili · España     |
| +100 kg (05.11) | Martti Puumalainen · Finlandia | Guram Tushishvili Georgia    | Valeri Yendovitski · AIN · Jelle Snippe · Países Bajos         |

### Femenino
| Evento         | Oro                        | Plata                   | Bronce                                                     |
| -------------- | -------------------------- | ----------------------- | ---------------------------------------------------------- |
| –48 kg (03.11) | Shirine Boukli Francia     | Catarina Costa Portugal | Laura Martínez Abelenda · España · Sabina Guiliazova · AIN |
| –52 kg (03.11) | Amandine Buchard Francia   | Distria Krasniqi Kosovo | Chelsie Giles · Reino Unido · Mascha Ballhaus · Alemania   |
| –57 kg (03.11) | Daria Kurbonmamadova · AIN | Marica Perišić Serbia   | Sarah-Léonie Cysique Francia Nora Gjakova Kosovo           |
| –63 kg (04.11) | Andreja Leški Eslovenia    | Gili Sharir Israel      | Angelika Szymańska · Polonia · Laura Fazliu · Kosovo       |
| –70 kg (04.11) | Marie-Ève Gahié Francia    | Madina Taimazova · AIN  | Sanne van Dijke · Países Bajos · Barbara Matić · Croacia   |
| –78 kg (05.11) | Alina Böhm · Alemania      | Alice Bellandi · Italia | Patrícia Sampaio Portugal Inbar Lanir Israel               |
| +78 kg (05.11) | Romane Dicko Francia       | Raz Hershko Israel      | Marit Kamps · Países Bajos · Asya Tavano · Italia          |

## Medallero
| Núm. | País         | Oro | Plata | Bronce | Total |
| ---- | ------------ | --- | ----- | ------ | ----- |
| 1    | Francia      | 5   | 0     | 4      | 9     |
| 2    | Azerbaiyán   | 2   | 0     | 0      | 2     |
| 3    | AIN          | 1   | 1     | 3      | 5     |
| 4    | Serbia       | 1   | 1     | 0      | 2     |
| 5    | Alemania     | 1   | 0     | 2      | 3     |
| 6    | Moldavia     | 1   | 0     | 1      | 2     |
| 6    | Turquía      | 1   | 0     | 1      | 2     |
| 8    | Eslovenia    | 1   | 0     | 0      | 1     |
| 8    | Finlandia    | 1   | 0     | 0      | 1     |
| 10   | Georgia      | 0   | 4     | 0      | 4     |
| 11   | España       | 0   | 2     | 3      | 5     |
| 12   | Israel       | 0   | 2     | 1      | 3     |
| 13   | Kosovo       | 0   | 1     | 3      | 4     |
| 14   | Italia       | 0   | 1     | 1      | 2     |
| 14   | Portugal     | 0   | 1     | 1      | 2     |
| 14   | Ucrania      | 0   | 1     | 1      | 2     |
| 17   | Países Bajos | 0   | 0     | 3      | 3     |
| 18   | Croacia      | 0   | 0     | 1      | 1     |
| 18   | Hungría      | 0   | 0     | 1      | 1     |
| 18   | Polonia      | 0   | 0     | 1      | 1     |
| 18   | Reino Unido  | 0   | 0     | 1      | 1     |
|      | TOTAL        | 14  | 14    | 28     | 56    |

1. 1 2 3 4 5 6  Los deportistas de Rusia participaron bajo la denominación «Atletas Individuales Neutrales» y las siglas AIN.